# Saut en hauteur féminin aux championnats du monde d'athlétisme en salle 2014
Navigation
2012 2016
Le concours du saut en hauteur féminin des Championnats du monde en salle 2014 s'est déroulé les 7 et 8 mars 2014 à l'Ergo Arena de Sopot, en Pologne.

## Meilleures performances mondiales en 2014
Les meilleures performances mondiales en 2014 avant les Championnats du monde en salle sont :
|   | Athlète                    | Pays        | Distance | Lieu             | Date                             |
| - | -------------------------- | ----------- | -------- | ---------------- | -------------------------------- |
| 1 | Mariya Kuchina             | Russie      | 2,01 m   | Stockholm        | 6 février 2014                   |
| 2 | Kamila Lićwinko            | Pologne     | 2,00 m   | Arnstadt Sopot   | 8 février 2014 22 février 2014   |
| 2 | Ruth Beitia                | Espagne     | 2,00 m   | Sabadell         | 22 février 2014                  |
| 2 | Blanka Vlašić              | Croatie     | 2,00 m   | Prague           | 25 février 2014                  |
| 5 | Emma Green-Tregaro         | Suède       | 1,97 m   | Trinec Hustopeče | 29 janvier 2014 1er février 2014 |
| 5 | Marie-Laurence Jungfleisch | Allemagne   | 1,97 m   | Arnstadt         | 8 février 2014                   |
| 5 | Airinė Palšytė             | Lituanie    | 1,97 m   | Klaipėda         | 21 février 2014                  |
| 8 | Alessia Trost              | Italie      | 1,96 m   | Padoue           | 11 janvier 2014                  |
| 8 | Katarina Johnson-Thompson  | Royaume-Uni | 1,96 m   | Sheffield        | 8 février 2014                   |
| 8 | Svetlana Radzivil          | Ouzbékistan | 1,96 m   | Hangzhou         | 16 février 2014                  |

## Résultats

### Finale
| Rang               | Nom                        | Nationalité  | 1.85 | 1.90 | 1.94 | 1.97 | 2.00 | 2.02 | Résultat | Notes |
| ------------------ | -------------------------- | ------------ | ---- | ---- | ---- | ---- | ---- | ---- | -------- | ----- |
| Médaille d'or      | Mariya Kuchina             | Russie       | o    | o    | o    | xo   | o    | xxx  | 2.00     |       |
| Médaille d'or      | Kamila Lićwinko            | Pologne      | o    | o    | o    | xo   | o    | xxx  | 2.00     | =NR   |
| Médaille de bronze | Ruth Beitia                | Espagne      | o    | o    | o    | o    | xo   | xxx  | 2.00     | =SB   |
| 4                  | Justyna Kasprzycka         | Pologne      | o    | o    | o    | o    | xxx  |      | 1.97     | PB    |
| 5                  | Emma Green-Tregaro         | Suède        | o    | o    | o    | xxx  |      |      | 1.94     |       |
| 6                  | Blanka Vlašić              | Croatie      | o    | xo   | o    | xxx  |      |      | 1.94     |       |
| 7                  | Levern Spencer             | Sainte-Lucie | o    | xxo  | xo   | xxx  |      |      | 1.94     |       |
| 8                  | Nafissatou Thiam           | Belgique     | o    | o    | xxx  |      |      |      | 1.90     |       |
| 8                  | Marie-Laurence Jungfleisch | Allemagne    | o    | o    | xxx  |      |      |      | 1.90     |       |

### Qualifications
Qualification : 1,95 m (Q) ou les 8 meilleurs sauts (q).
| Rang | Athlète                    | Nationalité  | 1.79 | 1.84 | 1.88 | 1.92 | 1.95 | Résultat | Notes |
| ---- | -------------------------- | ------------ | ---- | ---- | ---- | ---- | ---- | -------- | ----- |
| 1    | Ruth Beitia                | Espagne      | -    | o    | o    | o    | o    | 1.95     | Q     |
| 2    | Mariya Kuchina             | Russie       | o    | o    | o    | xo   | o    | 1.95     | Q     |
| 3    | Marie-Laurence Jungfleisch | Allemagne    | xo   | o    | o    | xo   | o    | 1.95     | Q     |
| 4    | Levern Spencer             | Sainte-Lucie | -    | o    | o    | o    | xo   | 1.95     | Q,NR  |
| 4    | Kamila Lićwinko            | Pologne      | o    | o    | o    | o    | xo   | 1.95     | Q     |
| 6    | Justyna Kasprzycka         | Pologne      | o    | o    | o    | xo   | xo   | 1.95     | Q,SB  |
| 7    | Emma Green-Tregaro         | Suède        | -    | -    | o    | o    | xxo  | 1.95     | Q     |
| 8    | Blanka Vlašić              | Croatie      | -    | o    | -    | o    | xxx  | 1.92     | q     |
| 8    | Nafissatou Thiam           | Belgique     | o    | o    | o    | o    | xxx  | 1.92     | q     |
| 10   | Iryna Gerashchenko         | Ukraine      | o    | o    | o    | xo   | xxx  | 1.92     |       |
| 10   | Airinė Palšytė             | Lituanie     | -    | o    | o    | xo   | xxx  | 1.92     |       |
| 12   | Inika McPherson            | États-Unis   | -    | -    | xo   | xo   | xxx  | 1.92     |       |
| 13   | Irina Gordeeva             | Russie       | o    | o    | o    | xxo  | xxx  | 1.92     |       |
| 14   | Svetlana Radzivil          | Ouzbékistan  | o    | o    | o    | xxx  | -    | 1.88     |       |
| 15   | Anna Iljuštšenko           | Estonie      | o    | o    | xxo  | xxx  | -    | 1.88     |       |
| 16   | Ana Šimić                  | Croatie      | xo   | o    | xxo  | xxx  | -    | 1.88     |       |
| 17   | Nadiya Dusanova            | Ouzbékistan  | o    | o    | xxx  | -    | -    | 1.84     |       |

### Légende
Records et Performances
- AR : Record continental (area record)
- CR : Record des championnats (championship record)
- MR : Record du meeting (meet record)
- NR : Record national (national record)
- OR : Record olympique (olympic record)
- PR : Record paralympique (paralympic record)
- PB : Record personnel (personal best)
- SB : Meilleure performance personnelle de la saison (season's best)
- WL : Meilleure performance mondiale de l'année (world leader)
- WJR : Record du monde junior (world junior record)
- WR : Record du monde (world record)

Circonstances et Conditions
- DNF : N'a pas terminé (did not finish)
- DNS : N'a pas pris le départ (did not start)
- DQ : Disqualification (disqualification)
- NM : Aucun essai valable enregistré (No Mark)
- Q : Qualifié « directement » au prochain tour (ou à la prochaine compétition), lors d'une compétition majeure, grâce au classement ou à la réalisation des minima (automatic qualifier)
- q : Qualifié au prochain tour (ou à la prochaine compétition), lors d'une compétition majeure, grâce au repêchage ou à la réalisation de l'une des meilleures performances parmi celles des « non qualifiés directement » (grâce au meilleur temps ou à la meilleure distance par exemple) (secondary qualifier)